# Crobilocerus spinosus
Crobilocerus spinosus är en tvåvingeart som beskrevs av Theodor 1980. Crobilocerus spinosus ingår i släktet Crobilocerus och familjen rovflugor.
Artens utbredningsområde är Israel. Inga underarter finns listade i Catalogue of Life.